# 浅井康宏 (漆芸家)
浅井 康宏（あさい やすひろ、Yasuhiro ASAI、1983年6月9日 - ）は日本の漆芸作家で蒔絵師。鳥取県出身。

## 概要
1983年6月9日生まれ。家で絵を描くのが好きだった。吉備高原学園高等学校の授業で漆芸に出会い、漆、蒔絵に興味を持つ。2004年、国立高岡短期大学 産業造形学科 漆工芸コース卒業。2005年、室瀬和美氏（重要無形文化財保持者（人間国宝））に師事。2007年に独立。制作活動の拠点は京都市内の工房（2017年6月より）。
螺鈿を用いた緻密な表現を得意としている。2012年に第59回日本伝統工芸展「日本工芸会新人賞」受賞、2015年に第32回日本伝統漆芸展「文化庁長官賞」受賞、2024年に第53回日本伝統工芸近畿展「日本伝統工芸近畿賞」受賞。
2023年に蒔絵螺鈿香炉「瓔珞」が大英博物館へ収蔵。
2024年、41歳のときに岡山県立美術館で開催された特別展示が初の“里帰り展”となった。
漆工史学会会員、日本文化財漆協会会員、日本工芸会正会員。

## 主な受賞歴
出典：
- 2002年　日本漆工協会「漆工奨学賞」
- 2004年　国立高岡短期大学「横山賞」
- 2008年　第51回　日本伝統工芸中国支部展「県知事賞」
- 2010年　第54回　鳥取県美術展覧会奨励賞[18]
- 2012年　第55回　日本伝統工芸中国支部展「奨励賞」[19]
- 2012年　第59回　日本伝統工芸展「新人賞」[20]
- 2015年　第32回　日本伝統漆芸展「文化庁長官賞」[21]
- 2017年　第57回　東日本伝統工芸展「奨励賞」[22]
- 2018年　エネルギア文化・スポーツ財団　エネルギア美術賞[23]
- 2021年　第50回　日本伝統工芸近畿展「京都新聞賞」[24]
- 2024年　第53回　日本伝統工芸近畿展「日本伝統工芸近畿賞」[25]
- 2025年　令和6年度鳥取県文化奨励賞[26][27][28]

## 主な展示・出品
出典：
- 2015年　ニコライ・バーグマン×伝統工芸「伝統花伝[30]」Shangri-La Hotel Tokyo
- 2015年　「うるしのみらい」安曇野高橋節郎記念美術館
- 2018年　Ambiente 2018(ドイツ) 京都瑞鳳堂ブース
- 2018年　CRAFT SAKE WEEK 「しゅきや」
- 2018年　「漆の現在2018展」日本橋三越本店
- 2018年　ART EXPO MALAYSIA 2018 Gallery（マレーシア） 花影抄ブース
- 2018年　URUSHI 伝統と革新
- 2019年　「Our Collections! ～鳥取県のアート・コレクションの、これまでとこれから～」鳥取県立博物館
- 2019年　「美の予感　2019―∞directions―[31]」髙島屋
- 2019年　「現代工芸の展開 2019」金沢市立安江金箔工芸館
- 2021年　CHRISTIE'S NEW YORK「Japanese and Korean Art」[32]
- 2021年　「悉皆（shikkai）ー風の時代の継承者たちー」髙島屋
- 2022年　「幻視の小宇宙－現代漆藝家4人の燐光－」銀座・和光
- 2023年　CHRISTIE'S NEW YORK「Japanese and Korean Art」[33]
- 2024年　令和５年度文化庁首都圏伝統工芸技術作品展等開催事業「技を極める——伝統工芸が伝えるメッセージ」[34] 旧近衛師団司令部庁舎
- 2024年　特別展示「もっと伝統工芸 技と美の出会い（漆芸） 浅井康宏・小椋範彦・塩津容子」岡山県立美術館[35]
- 2024年　令和6年度文化庁首都圏伝統工芸技術作品展等開催事業「わざの美——工芸が織りなす装飾の世界」[36] 旧近衛師団司令部庁舎

## 個展
- 2017年4月　初個展「光をめぐる」東京・西武池袋本店[37]
- 2021年11月　第2回個展「情熱ーPassionー」東京・西武池袋本店[38]

## コレクション
- John C. Weber Collection[39]
- L.U.CEUM Collection, Chopard Manufacture, Fleurier, Switzerland[39]
- FONDAZIONE MASI[40]

## パブリックコレクション
- 大英博物館[41][42][43][44][4]

## 著書
- 『-光をめぐる-[45]　浅井康宏　蒔絵作品集』　著者：浅井康宏　出版：Studio Zipangu　2017年4月1日 第1刷発行　ISBN 978-4-9909546-0-4
- 『情熱-Passion-[46][47][48][49]　浅井康宏　漆芸作品集』　著者：浅井康宏　出版：Studio Zipangu　2021年11月10日 第1刷　ISBN 978-4-9909546-1-1